# كائن غير ميت

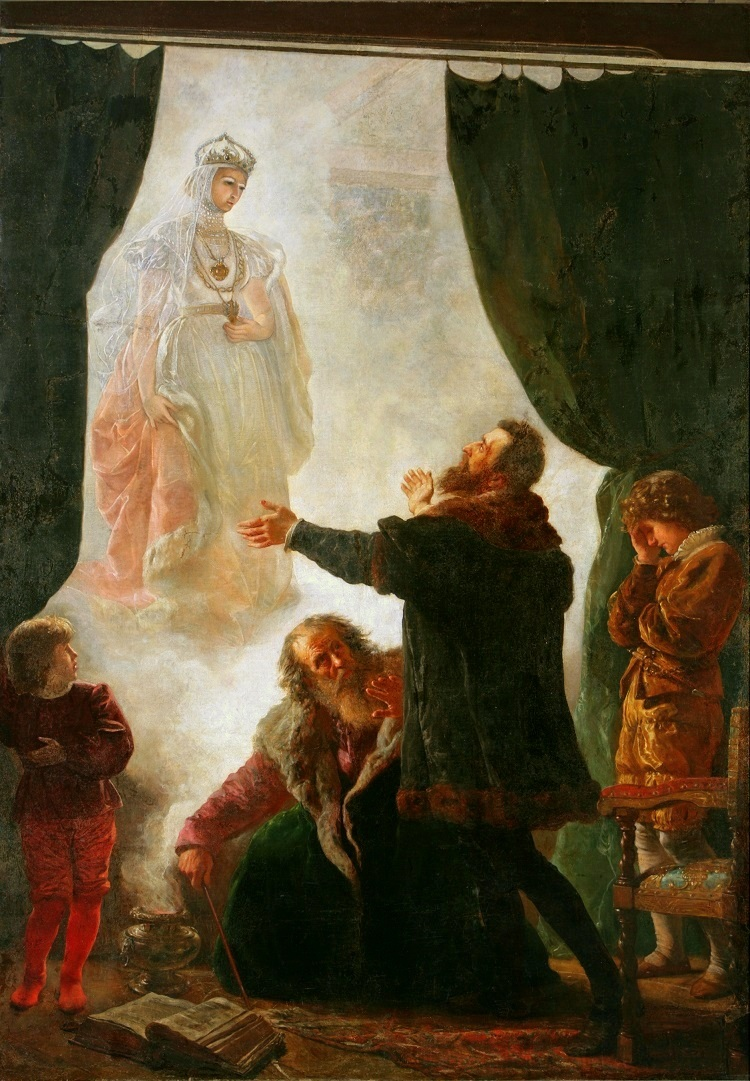
شبح باربرا رادزويتش بواسطة فويتشخ جيرسون. الأشباح هي شكل شائع من الموتى الأحياء.

كائن غير ميت هم كائنات في الأساطير أو الأسطورة أو الخيال ماتوا ولكن يبدو أنهم على قيد الحياة. يشير المصطلح الأكثر شيوعًا إلى الأشكال الجسدية للبشر الأحياء سابقًا، مثل المومياوات ومصاصي الدماء والزومبي، الذين أعيد إحياءهم بوسائل أو تقنية أو مرض خارق للطبيعة. في بعض الحالات (على سبيل المثال في الزنزانات & التنين) يشمل المصطلح أيضًا الأشكال المعنوية للموتى، مثل الأشباح. يظهر الموتى الأحياء في أنظمة المعتقدات في معظم الثقافات، ويظهرون في العديد من أعمال الخيال والرعب. يستخدم المصطلح أيضًا من حين لآخر لمحاولات الحياة الواقعية لإحياء الموتى بالعلم والتكنولوجيا، من التجارب المبكرة مثل روبرت إي كورنيش إلى العلوم المستقبلية مثل الحفاظ على الدماغ الكيميائي والتجميد.

## تاريخ
اعتبر برام ستوكر استخدام العنوان، أون ميت، لروايته دراكولا (1897)، واستخدام المصطلح في الرواية مسؤول في الغالب عن المعنى الحديث للكلمة. لا تظهر الكلمة باللغة الإنجليزية قبل الوقاد ولكن بمعنى أكثر حرفيًا «على قيد الحياة» أو «ليس ميتًا»، والتي يمكن العثور على الاستشهادات لها في قاموس أكسفورد الإنجليزي. في أحد فقرات دراكولا، تم إعطاء نوسفيراتو كمرادف «أوروبا الشرقية» لكلمة «غير ميت». يشير استخدام الوقاد لمصطلح «أوندد» إلى مصاصي الدماء فقط؛ نشأ الامتداد لأنواع أخرى من الكائنات الخارقة في وقت لاحق. الأكثر شيوعًا، يتم الآن استخدامه للإشارة إلى كائنات خارقة للطبيعة كانت في مرحلة ما على قيد الحياة وتستمر في عرض بعض جوانب الحياة بعد الموت، ولكن الاستخدام متغير للغاية.أصبح الإنعاش أو إنشاء كائنات الزومبي من خلال وسائل غير خارقة للطبيعة مجازًا منذ القرن التاسع عشر على الأقل. استخدم فرانكشتاين (1818) وسائل تكنولوجية غير محددة، وألقى فيلم انا اسطورة (1954) المؤثر باللوم على جرثومة، وصوّر فيلم عودة الأحياء الميتة (1985) غازًا سامًا، وظهر مصاص الدماء (2002) سلاحًا بيولوجيًا. لقد أصبح أوندد خصومًا شائعين في أماكن الخيال والرعب، ويظهرون بشكل بارز في العديد من ألعاب لعب الأدوار وألعاب فيديو لعب الأدوار وألعاب (MMORPG) والألعاب الإستراتيجية.

## المؤلفات

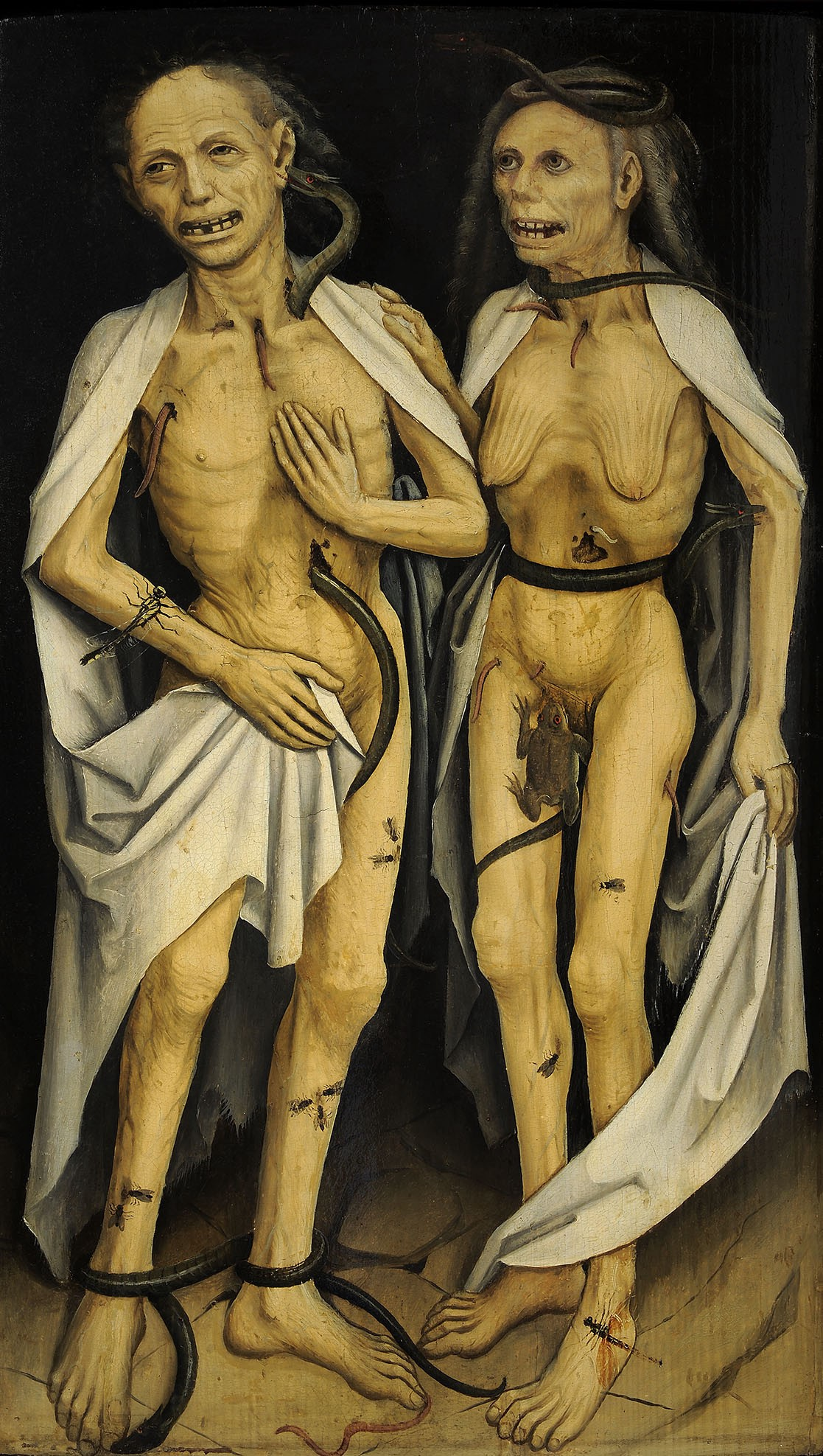
عشاق الموتى ، كاليفورنيا. 1470 (ستراسبورغ ، متحف أعمال نوتردام)

في رواية دراكولا من تأليف برام ستوكر، يصف فان هيلسينج فيلم (Un-Dead) على النحو التالي قبل أن نفعل أي شيء، دعني أخبرك بهذا. إنه نابع من تقاليد وخبرات القدماء وجميع أولئك الذين درسوا قوى ميت حي. عندما يصبحون هكذا، تأتي مع التغيير لعنة الخلود. لا يمكن أن يموتوا ولكن يجب أن يستمروا في العمر بعد سن إضافة ضحايا جدد ومضاعفة شرور العالم. لأن كل الذين يموتون من نهب الموتى الأحياء يصبحون أنفسهم أوندد، ويفترسون أجناسهم. وهكذا تستمر الدائرة في الاتساع، مثل تموجات حجر ألقي في الماء... ولكن من أكثر الأشياء المباركة، عندما أصبح هذا ميت حي الآن ميتًا حقيقيًا، ثم روح السيدة المسكينة من نحبه سيكون أحرارا مرة أخرى. فبدلاً من أن تعمل الشر في الليل وتزداد انحطاطه في استيعابه في النهار، فإنها ستحل محلها مع الملائكة الآخرين. حتى تكون يا صديقتي يدًا مباركة لها التي ستضربها بالضربة التي تحررها. فان هيلسينج، مذكرات الدكتور سيوارد، 29 سبتمبر؛ دراكولا، الفصل 16 ومن بين القصص الأخرى البارزة في القرن التاسع عشر عن الانتقام من الموتى الأحياء أمبروز بيرس وفاة هالبين فرايسر والعديد من القصص الرومانسية القوطية التي كتبها إدغار آلان بو. على الرغم من أن أعمالهم لا يمكن اعتبارها من قصص الزومبي بشكل صحيح، إلا أن الحكايات الخارقة للطبيعة لبيرس وبو ستثبت تأثيرها على الكتاب اللاحقين مثل إتش بي لوفكرافت، باعتراف لوفكرافت الخاص. في روسيا، كان الموتى الأحياء موضوع رواية ألكسندر بيلييف البروفيسور رأس دويل (1925)، حيث يجري عالم مجنون عمليات زرع رأس تجريبية على جثث مسروقة من المشرحة، ويعيد إحياء الجثث.

## قائمة أشكال أوندد

### جثث حية
- أنشيماين
- دراجر
- دريكافاك
- دريكافاك
- ديلدجاست
- دهامبير
- فيكست
- الغول
- جاشادوكورو
- عادي
- امرأة العظام
- كوكوده
- ليش
- لانغسويار
- ناتشزيتر
- عمود
- عودة
- رولانج
- هيكل عظمي
- مصاص دماء
- فريكولاك
- فاتلا
- ايت
- الانتقام
- حيوان الزومبي

### مختلط
- إله يحتضر وينهض.[2]